# Anatolij Šeljuchin
Anatolij Ivanovič Šeljuchin (in russo Анатолий Иванович Шелюхин?; Černopen'e, 6 aprile 1930 – Kostroma, 21 ottobre 1995) è stato un fondista sovietico.

## Palmarès

### Olimpiadi invernali
- Bronzo a Squaw Valley 1960 nella staffetta 4x10 km.

### Mondiali
- Argento a Lahti 1958 nella staffetta 4x10 km.
- Bronzo a Lahti 1958 nei 15 km.